# Desa Pancor (administrativ by i Indonesien, lat -7,16, long 114,36)
Desa Pancor är en administrativ by i Indonesien.   Den ligger i provinsen Jawa Timur, i den västra delen av landet, 800 km öster om huvudstaden Jakarta. Desa Pancor ligger på ön Pulau Sapudi.